# Regatul Saxoniei
Regatul Saxoniei s-a format din Principatul Saxoniei, și a existat între anii 1806 - 1918. Regatul aparține între anii 1806 - 1815 de Confederația Rinului și între anii  1815 - 1866 de Confederația Germană, din anul 1867 de Confederația Germană de Nord și între 1871 - 1918 de Imperiul German, având capitala la Dresda. Acesta a devenit un stat liber în epoca  Republicii Weimar în 1918, după sfârșitul primului război mondial și abdicarea regelui Frederick Augustus al III-lea al Saxoniei.
Succesor al acestui stat este Landul Saxonia.